# .lt
.lt je internetová národní doména nejvyššího řádu pro Litvu.